# Xian de Gaotai
Le xian de Gaotai (高台县 ; pinyin : Gāotái Xiàn) est un district administratif de la province du Gansu en Chine. Il est placé sous la juridiction de la ville-préfecture de Zhangye.

## Démographie
La population du district était de 155 260 habitants en 1999.